# وزارة التجارة والصناعة (سنغافورة)
وزارة التجارة والصناعة (بالملايوية: Kementerian Perdagangan dan Perusahaan)‏؛ (بالصينية: 贸工部)؛ هي وزارة تابعة لحكومة سنغافورة مسؤولة عن صياغة وتنفيذ السياسات المتعلقة بتنمية التجارة والصناعة في سنغافورة.